# Panulia moestaria
Panulia moestaria là một loài bướm đêm trong họ Geometridae.